# Colégio Militar de Manaus
O Colégio Militar de Manaus (CMM) é uma escola militar pública localizada em Manaus, Amazonas, Brasil, integrante do Sistema Colégio Militar do Brasil (SCMB), subordinado ao Exército Brasileiro. Oferece ensino fundamental II e médio, destacando-se por sua preparação acadêmica, atividades extracurriculares e projetos científicos que favorecem o acesso à educação superior e o desenvolvimento físico-esportivo dos alunos.

## Estrutura
O CMM possui uma reserva ecológica com flora e fauna do cerrado amazônico, utilizada como recurso pedagógico para aulas práticas. Inclui instalações para treinos esportivos, como os da equipe feminina de handebol.

## Projeto Pedagógico
O CMM oferece o Curso Regular de Ensino a Distância (CREAD), focado em percepções da paisagem amazônica, analisadas por meio de representações midiáticas e vivências sociais dos alunos. O Herbário do CMM, iniciado via PIBIC-EM com a UFAM, apoia aulas de Botânica com 42 exsicatas catalogadas (2021), como Nyctaginaceae e Fabaceae, e um site herbariocmm. Atividades extracurriculares, como esportes e iniciação científica, complementam a formação.

## Desempenho Acadêmico
85,7% dos egressos do CMM ingressaram na educação superior, sendo 83,3% em instituições públicas, com 48,7% em cursos como Direito, Engenharia e Medicina (2023). A preparação acadêmica é o principal fator, influenciada por normas, interações e contexto familiar.

## Atividades Esportivas
O CMM avalia aptidão física e desempenho motor de alunos (11-18 anos) com testes como corrida de 9/12 minutos e salto em distância, destacando-se em comparação com escolas públicas. A equipe feminina de handebol (14-17 anos) é analisada em competições municipais e regionais via PROESP-BR (2015).